# Pro Recco Waterpolo 1913
El Pro Recco Waterpolo 1913, conegut simplement com a Pro Recco, és un club de waterpolo italià de la ciutat de Recco, a la Ligúria.
Fundat el 1913, amb el nom de Rari Nantes Enotria, és avui l'equip del món amb més èxits en aquest esport.

## Palmarès masculí
- Lliga de Campions
  - Campions (8): 1964-65, 1983-84, 2002-03, 2006-07, 2007-08, 2009-10, 2011-12, 2014-15
  - Finalistes (7): 1966-67, 1969-70, 1971-72, 2005-06, 2008-09, 2010-11, 2017-18
- Copa LEN
  - Finalistes (2): 1992-93, 2001-02
- Supercopa d'Europa
  - Campions (6): 2003, 2007, 2008, 2010, 2012, 2015
  - Finalistes (1): 1984
- Lliga Adriàtica
  - Campions (1): 2011–12
- Campionat italià: 
  - Campions (33): 1959, 1960, 1961, 1962, 1964, 1965, 1966, 1967, 1968, 1969, 1970, 1971, 1972, 1974, 1978, 1982, 1983, 1984, 2002, 2006, 2007, 2008, 2009, 2010, 2011, 2012, 2013, 2014, 2015, 2016, 2017, 2018, 2019
- Copa italiana: 
  - Campions (14): 1974, 2006, 2007, 2008, 2009, 2010, 2011, 2013, 2014, 2015, 2016, 2017, 2018, 2019

## Palmarès femení
- Eurolliga
  - Campiones (1): 2011-12
- Supercopa d'Europa
  - Campiones (1): 2011
- Campionat italià: 
  - Campiones (1): 2012